# Twenty20 Cup 2017
Der Twenty20 Cup 2017 (aus Sponsoringgründen als NatWest T20 Blast bezeichnet, oft auch nur T20 Blast) war die fünfzehnte Saison der englischen Twenty20-Meisterschaft, die vom 7. Juli bis zum 2. September 2017 ausgetragen wurde. Im Finale konnten sich die Nottinghamshire Outlaws gegen die Birmingham Bears mit 22 Runs durchsetzen.

## Format
Die 18 First-Class-Counties wurden nach regionalen Gesichtspunkten in zwei Gruppen mit jeweils neun Mannschaften aufgeteilt. In dieser Gruppenphase spielte jede Mannschaft einer Gruppe jeweils zweimal gegen sechs andere und einmal gegen die beiden verbliebenen Teams. Nach dessen Abschluss qualifizierten sich die ersten vier einer Gruppe für die Viertelfinale. Die Halbfinale wurden dann zusammen mit dem Finale, vermarktet als Finals Day, an einem Tag in Birmingham ausgetragen.

## Gruppenphase

### North Division
| North Division              | Sp. | S | N  | U | R | Ded | Punkte | NRR    |
| --------------------------- | --- | - | -- | - | - | --- | ------ | ------ |
| Nottinghamshire Outlaws     | 14  | 8 | 4  | 0 | 0 | 0   | 18     | +0.484 |
| Derbyshire Falcons          | 14  | 8 | 5  | 0 | 0 | 0   | 17     | +0.457 |
| Birmingham Bears            | 14  | 8 | 5  | 0 | 0 | 0   | 17     | +0.230 |
| Leicestershire Foxes        | 14  | 8 | 5  | 0 | 0 | 0   | 17     | +0.133 |
| Yorkshire Vikings           | 14  | 6 | 5  | 1 | 0 | 0   | 15     | +0.174 |
| Northamptonshire Steelbacks | 14  | 6 | 5  | 0 | 0 | 0   | 15     | −0.630 |
| Lancashire Lightning        | 14  | 5 | 6  | 1 | 0 | 0   | 13     | +0.174 |
| Worcestershire Rapids       | 14  | 3 | 10 | 0 | 0 | 0   | 7      | −0.713 |
| Durham Jets                 | 14  | 3 | 10 | 0 | 0 | 4   | 3      | −1.206 |

### South Division
Tabelle
| South Division  | Sp. | S | N | U | NR | P  | NRR    |
| --------------- | --- | - | - | - | -- | -- | ------ |
| Glamorgan       | 14  | 7 | 3 | 0 | 4  | 18 | +0.045 |
| Surrey          | 14  | 7 | 5 | 0 | 2  | 16 | −0.130 |
| Hampshire       | 14  | 7 | 6 | 0 | 1  | 15 | −0.021 |
| Somerset        | 14  | 6 | 6 | 0 | 2  | 14 | +0.491 |
| Sussex Sharks   | 14  | 5 | 5 | 1 | 3  | 14 | +0.423 |
| Kent Spitfires  | 14  | 6 | 7 | 1 | 0  | 13 | −0.158 |
| Middlesex       | 14  | 5 | 7 | 1 | 1  | 12 | +0.221 |
| Essex Eagles    | 14  | 5 | 7 | 0 | 2  | 12 | −0.204 |
| Gloucestershire | 14  | 4 | 6 | 1 | 3  | 12 | −0.648 |

## Playoffs

### Viertelfinale
| 22. August Scorecard | Derby | Hampshire 249-8 (50)           | – | Derbyshire Falcons 148 (19.5) |
|                      |       | Hampshire gewinnt mit 101 Runs |   |                               |

| 23. August Scorecard | Cardiff | Leicestershire Foxes 123 (19.2) | – | Glamorgan 126-1 (13.4) |
|                      |         | Glamorgan gewinnt mit 9 Wickets |   |                        |

| 24. August Scorecard | Nottingham | Somerset 151-6 (20)                   | – | Nottinghamshire Outlaws 152-5 (18.3) |
|                      |            | Nottinghamshire gewinnt mit 5 Wickets |   |                                      |

| 25. August Scorecard | London (Oval) | Surrey 204-5 (20)                  | – | Birmingham Bears 207-4 (19.2) |
|                      |               | Warwickshire gewinnt mit 6 Wickets |   |                               |

### Halbfinale
| 2. September Scorecard | Birmingham | Birmingham Bears 175-9 (20)      | – | Glamorgan 164 (19.4) |
|                        |            | Warwickshire gewinnt mit 11 Runs |   |                      |

| 2. September Scorecard | Birmingham | Nottinghamshire Outlaws 169-7 (20)  | – | Hampshire 146 (18.4) |
|                        |            | Nottinghamshire gewinnt mit 23 Runs |   |                      |

### Finale
| 2. September Scorecard | Birmingham | Nottinghamshire Outlaws 190-4 (20)  | – | Birmingham Bears 168-8 (20) |
|                        |            | Nottinghamshire gewinnt mit 22 Runs |   |                             |